# Wiesław Gawlikowski
Wiesław Witold Gawlikowski, född 2 juli 1951 i Kraków, är en polsk före detta sportskytt.
Gawlikowski blev olympisk bronsmedaljör i skeet vid sommarspelen 1976 i Montréal.